# Diecezja Fabriano-Mateliki
Diecezja Fabriano-Mateliki (łac. Dioecesis Fabrianensis-Mathelicensis) – diecezja Kościoła rzymskokatolickiego w środkowych Włoszech, w metropolii Ancona-Osimo, w regionie kościelnym Marche.
Diecezja Fabriano została erygowana 15 listopada 1728. W 1785 została połączona in persona episcopii z diecezją Matelica (wyodrębniona z Archidiecezji Camerino, choć erygowana już w V wieku). W 1986 obie diecezje zostały połączone w jedną całość. Od 2020 roku diecezja Fabriano–Matelica pozostaje w unii in persona episcopii z archidiecezją Camerino-San Severino Marche.